# Marvell Wynne
Marvell Wynne II (Pittsburgh, 8 mei 1986) is een Amerikaans betaald voetballer die bij voorkeur als verdediger speelt. Hij verruilde in 2015 Colorado Rapids voor San Jose Earthquakes.

## Clubcarrière
Wynne in de MLS SuperDraft 2006 als eerste gekozen door de MetroStars, het voormalige New York Red Bulls. Onder New York Red Bulls trainer Mo Johnston kreeg hij aanvankelijk weinig speeltijd aangezien hij Wynne niet in het systeem vond passen. Onder trainer Bruce Arena, die de opvolger was van Mo Johnston, kreeg hij echter veel meer speeltijd.
In april 2007 werd Wynne naar Toronto FC gestuurd. Ook daar bleef hij indruk maken. Op 27 september 2008 scoorde hij tegen Houston Dynamo zijn eerste MLS doelpunt. Op 25 maart 2010 werd Wynne naar Colorado Rapids gestuurd inruil voor Nick LaBrocca. 2010 was een succesvol seizoen voor Marvell Wynne en de Colorado Rapids waarin ze de MLS Cup wonnen. Na vier seizoenen bij Colorado, waarin hij in geen enkel seizoen minder dan zevenentwintig competitiewedstrijden speelde, werd hij in december van 2014 gekozen door San Jose Earthquakes in de MLS Re-Entry Draft 2014.

## Interlandcarrière
Wynne maakte zijn debuut voor de Verenigde Staten op 28 juni 2007 in een wedstrijd in de Copa America tegen Argentinië. Hij nam deel aan de Olympische Zomerspelen 2008 en verloor met Amerika de finale van de FIFA Confederations Cup 2009.

## Trivia
Marvell Wynne II is de zoon van voormalig Major League Baseball speler Marvel Wynne.